# Riserva naturale regionale Lecceta di Torino di Sangro
La riserva naturale regionale Lecceta di Torino di Sangro è un'area naturale protetta situata nel comune di Torino di Sangro, in provincia di Chieti ed è stata istituita nel 2001.

## Descrizione
La riserva si estende per 175 ettari, a sud della foce del fiume Sangro, a ridosso della costa dei trabocchi, simbolo di questa riserva è la Testuggine di Hermann, anche se i motivi per cui è diventata un'area protetta, e di importanza ambientale fin dal 1971, sono dovuti alla macchia mediterranea mista in cui il leccio, ne è la specie più rappresentativa.

## Flora
Nel bosco misto di macchia mediterranea troviamo il leccio, l'orniello, il cerro, e le roverelle.
La roverella è di gran lunga l'essenza vegetale più diffusa mentre il leccio (sporadico) si trova in formazioni compatte solo nella parte inferiore del versante rivolto a mare. È improprio parlare di macchia mediterranea poiché siamo in presenza di un bosco misto di querce caducifoglie tipico della costa teatina con presenza di leccio.

## Fauna
L'avifauna fa di questa riserva il punto di partenza, per le vicine riserve dell'interno, tra le specie nidificanti, e particolari ricordiamo la capinera, l'occhiocotto, la sterpazzolina, la sterpazzola di Sardegna, il canapino, il gruccione, il picchio verde ed il picchio rosso maggiore, oltre ad altri uccelli acquatici tipici della foce del fiume, e varie specie che sono solo di passo.

Simbolo della riserva è la testuggine terrestre (Testudo hermanni).